# David Davis
David Michael Davis (York, 23 december 1948) is een Brits politicus voor de Conservatieve Partij.

## Politieke loopbaan
Hij trad in 1987 toe tot het Lagerhuis voor het kiesdistrict Haltemprice and Howden. Hij was van 1994 tot 1997 Minister of State (junior minister) van Europese Zaken. In 2001 en 2002 was hij partijvoorzitter en van 2002 tot 2008 schaduwminister. In dat jaar stelde hij in een zeer ongebruikelijke actie zijn Lagerhuiszetel ter beschikking, zodat er in zijn kiesdistrict verkiezingen moesten komen. Die won hij, zodat hij een nieuw mandaat kreeg met meer gezag. Hij was kandidaat om Michael Howard op te volgen als partijleider, maar uiteindelijk verloor hij tegenover de nog vrij onbekende David Cameron. Die nodigde hem uit toe te treden tot zijn eerste kabinet, maar Davis gaf er de voorkeur aan backbencher te zijn.
In de nasleep van het referendum over het EU-lidmaatschap van het Verenigd Koninkrijk werd Davis in juli 2016 benoemd in het kabinet-May tot Secretary of State for Exiting the European Union (minister van Vertrek uit de Europese Unie), informeel brexit-minister genoemd. Over de brexit-onderhandelingen met de EU had Davis de leiding namens het Verenigd Koninkrijk. Op 8 juli 2018 trad hij af (een dag later gevolgd door zijn onderminister Steve Baker) uit onvrede over de koers van Theresa May ten aanzien van de brexit. De volgende dag werd Dominic Raab benoemd tot zijn opvolger.

## Politieke filosofie
Davis is een vertegenwoordiger van het oude Thatcheriaanse conservatisme van de Tory's. Hij is tegen gelijke rechten voor gelijke geslachtskoppels en staat voor een aanbodeconomisch beleid, waarin de belastingen sterk worden verlaagd en waarin wordt bezuinigd op sociale zekerheidsuitgaven.
Vele waarnemers zeggen dat Davis vooral het leiderschap misgelopen is omdat de conservatieven bang waren om met hem de verkiezingen te verliezen en om hun moderniseringsplannen gedwarsboomd te zien.
- Bibliothèque nationale de France: cb13558133n (data)
- Gemeinsame Normdatei: 1035842629
- International Standard Name Identifier: 0000 0001 0907 7782
- Library of Congress Control Number: n92104694
- Nationale Bibliotheek van Tsjechië: jn19990001649
- Nederlandse Thesaurus van Auteursnamen: 071499172
- Système universitaire de documentation: 052492230
- Virtual International Authority File: 61711724
- WorldCat: E39PBJyCB4MrkpmJ4XF4C8mPQq